# Katoucha, le destin tragique d’un top model
Pour plus de détails, voir Fiche technique et Distribution.
Katoucha, le destin tragique d'un top model est un documentaire réalisé par Jean Luret en 2009 qui parcourt la vie de Katoucha Niane, de son enfance en Afrique aux nuits de fêtes parisiennes.

## Synopsis
Le documentaire commence par une brève reconstitution de sa disparition mêlant les points de vue de la police, des avocats, de ses proches. L'histoire est ensuite guidée par six thèmes : 
- Katoucha maman (la fibre maternelle des Africaines)
- Katoucha femme d'entreprise (styliste, écrivaine, comédienne)
- Katoucha l'élégante (déjà petite-fille, puis sur les podiums, dans les soirées)
- Katoucha l'épicurienne (la fête, les boites de nuit)
- Katoucha l'aventurière (ses fréquentations sulfureuses)
- Katoucha la combattante (ses luttes contre l'excision et le manque de mannequins noirs sur les podiums)

## Les intervenants

### Les amis
- Pierre Bergé (PDG et ami de Yves Saint Laurent)
- Gérard Depardieu
- Emmanuel de Brantes (chroniqueur mondain)
- Alexandre Zouari (coiffeur de stars)
- Philippe Angeloti (attaché de presse)
- Frédéric de La Chapelle (photographe de mode)
- Bertrand Rindorff (photographe people)

### Les mannequins
- Carla Bruni-Sarkozy
- Alec Wek
- Naomi Campbell
- Mélissa Doucouré
- Rebecca
- Cathy Jean-Louis
- Mounia
- Karine Silla (femme de Pierre Richard)

### Les gens de mode
- Paco Rabanne
- Pierre Cardin
- Vincent Mc Doom
- Stéphane Marais (maquilleur)
- Jean-Daniel Lorieux (photographe)
- Sakina M'Sa (styliste)
- Katherine Pradeau (styliste)
- Katia (jeune mannequin noire, fan de Katoucha)
- Iman Ayissi (styliste) qui l'a sauvée une première fois de la noyade